# Рубен Лагус
Рубен Лагус (фін. Ernst Ruben Lagus; 12 жовтня 1896, Коскі, Велике князівство Фінляндське — 15 липня 1959, Лог'я, Фінляндія) — фінський військовий діяч шведського походження, генерал-майор, під час Другої світової війни командував Фінською танковою дивізією — єдиним фінським танковим з'єднанням, яке брало безпосередню участь у бойових діях.